# Diplomatique byzantine
 (avril 2021).
- Si vous ne connaissez pas le sujet, laissez ce bandeau (vous pouvez alors contacter les auteurs).
- Si vous supprimez le contenu mis en cause (vous pouvez préalablement contacter les auteurs),

argumentez précisément cette suppression dans la page de discussion
(un manque de référence n'est pas un argument ; une recherche réelle de référence doit avoir été effectuée, être formellement documentée).
La diplomatique byzantine est la science auxiliaire de l'histoire qui étudie la structure, la classification, la valeur, la tradition et l'authenticité des documents officiels issus de l'empire byzantin.
Comparée au travail produit dans les chancelleries de l’Occident, la diplomatique byzantine est très pauvre et mal connue.
Si la maxime selon laquelle « pas de documents pas d’histoire » est chère aux médiévistes qui s’intéressent à l’Occident, elle l’est encore plus à ceux qui se passionnent pour la partie orientale de l’ancien Empire romain, en raison de la rareté des sources non littéraires.
Par conséquent, les historiens contemporains pourraient être trompés par les idées et hypothèses émises par les historiens byzantins, sans avoir les moyens de vérifier le véracité ou le déroulement des faits.

## Utilité de la discipline
Le recours aux sources documentaires est susceptible de corriger ce risque de distorsion dans la lecture ou l'analyse des phénomènes historiques. Le cas des documents issus des vingt monastères cénobitiques de l'Athos, une « presqu'île escarpée de 326 km2, important foyer monastique depuis le Xe siècle de notre ère » en dit long sur l'impact des moines sur le tissu économique de la région. D’autre part, des formules administratives des membres du clergé jettent une lumière nouvelle sur les titres ecclésiastiques de deutéron et de pittakion, tout en différant des rôles d’ordination; ce faisant ils éclairent leur lien avec des fonctions existant autrefois dans la hiérarchie séculière de l’Empire byzantin. Enfin, même si elles sont de prime abord ecclésiastiques, les sources documentaires fournissent de précieuses informations sur la topographie, les toponymes, la prosopographie, les exemptions fiscales, les rapports de propriété régissant les biens des laïques ou encore les relations entre moines et laïques.
Pour brosser un tableau de la diplomatique byzantine, cet article procédera en quatre temps: après avoir étudié l'histoire de cette discipline, on identifiera deux grands ensembles parmi les documents diplomatiques publics, les actes séculiers et les actes ecclésiastiques; après quoi seront soulevés des enjeux de la conservation et de la transmission des actes et finalement seront relevées les caractéristiques externes des documents.

## Histoire de la diplomatique byzantine
La création de la diplomatique est attribuée à Jean Mabillon (1632-1707), qui la fonda avec son ouvrage « De re diplomatica libri VI », Paris, 1681. La diplomatique, « dont le nom est dérivé du substantif δίπλωμα (diploma, ce qui est plié, redoublé), désigne la science auxiliaire de l'histoire dont l'objet est l’étude critique des actes officiels. Par « acte » il faut entendre « les expressions écrites à contenu juridique ».
En quantité toujours croissante au fil des dépouillements, le matériel de la diplomatique provient surtout des archives des monastères et des États en contact avec Byzance. Ces sources provenant des archives ne peuvent cependant être séparées des pratiques des chancelleries, de l'influence des écritures livresques ni des autres domaines de recherche associés à l’aspect matériel de l’ensemble des sources en byzantinologie: codicologie, épigraphie, papyrologie, etc..
Grâce au mouvement philhellène du XIXe siècle émergent certaines recherches. Le premier grand ouvrage qui repose sur une étude minutieuse des archives est celui de Karl Hopf (1832-1879), « Geschichte Griechlands vom Beginn des Mittelalters bis auf unsere Zeit » (1867-1868). La recherche systématique en Allemagne commença avec le travail de Karl Krumbacher (1854-1909), notamment sa « Geschichte der byzantinischen Literatur » (1891). Un de ses disciples, Franz Dölger (1891-1968), lance l’édition des registres des actes impériaux byzantins; « l’édition et la publication en facsimilés d’actes impériaux et athonites et la réalisation d’un premier manuel de diplomatique byzantine comptent parmi ses mérites ».
En fondant le « Vicantijskij Vremennik » en 1894, le fondateur de la byzantinologie russe, V. G. Vassiljevskij (1838-1899) en étendit les champs de recherche. Ainsi, P. A. Jakovenko  et P. V. Bezobrazov s’occupèrent-ils des problèmes de l’histoire interne et des actes diplomatiques.
Au milieu du XIXe siècle en France, la grande collection « Patrologia Graeca » en 161 volumes  (Paris, 1857-1866) éditée par J.P. Migne rend accessible une abondante littérature ecclésiastique et historique. Charles Diehl (1859-1944) peut être considéré comme le créateur des études byzantines modernes en France. P. Lemerle s’occupa des actes diplomatiques. L’« Institut français  d’études byzantines », centre de recherche des Assomptionnistes, est un autre centre important où sont édités les regestes des actes du patriarcat de Constantinople.
Deux autres pays européens ont édité des sources diplomatiques. En Autriche, dès le XIXe siècle, il faut remarquer la grande collection des sources byzantines de F. Miklosich et J. Müller (Acta et diplomata Graeca medii aevi I-IV, Vienne 1860-1890). Herbert Hunger, à la chaire de byzantinologie de Vienne, entreprit de vastes recherches en histoire des idées et de la politique, de la diplomatique, de la paléographie et de la papyrologie. Chez les Grecs, on doit à A. Papadopoulos-Kérameus l’édition de sources ecclésiastiques des bibliothèques patriarcales de Constantinople et de Jérusalem.
L’essor des études byzantines aux États-Unis est dû à des émigrants européens des années 1940-1945. Il en résulta le « Dumbarton Oaks Center for Byzantine Studies » à Washington. Ce centre publie depuis 1941 les « Dumbarton Oaks Studies ». Mais d’autres recherches byzantines sont entreprises aux universités de Berkeley, de Los Angeles, de Chicago, de Columbia (New York) et de Harvard.
Depuis que Jean Mabillon a structuré la diplomatique en science au XVIIe siècle, les attitudes envers la byzantinologie ont varié. Néanmoins, il est incontestable que les nombreux actes de chancelleries publiques – ecclésiastiques ou séculières – ont permis d’enrichir et de nuancer notre connaissance de la civilisation byzantine tant sur les techniques d’écriture ou de transmission de documents que sur la culture, l’économie ou la démographie de l’Empire romain d’Orient. Les actes juridiques – privés ou publics – auxquels les dépôts d’archives donnent accès nourrissent les recherches des byzantinologues tant au collège de France ou au CNRS que dans les universités américaines. Les collections d’actes et d’études que publient ces équipes de chercheurs n’ont pas cessé de révéler les lacunes de la byzantinologie et quelquefois de les combler.

## Subdivisions de la diplomatique byzantine
Le caractère juridique des actes a porté la diplomatique à répartir les sources en deux grandes familles comprenant les écrits publics et les écrits privés. Parmi les écrits publics (ou actes publics) on distingue les actes séculiers et les actes ecclésiastiques.

### Les actes séculiers
Produites par les autorités de l’État, les actes séculiers comprennent d’un côté les actes impériaux et, de l'autre, les actes des despotes, les actes des sebastokratores et les actes des fonctionnaires. 

#### Actes impériaux
Même si l'empereur tenait une correspondance privée dotée de bulles de plomb, la chrysobulle a fini, par désigner, par synecdoque, les actes impériaux officiels pourvus d’une bulle d’or parce qu’elle donnait au document émanant de l’empereur une authenticité, une parure et un pouvoir particulier. De style très soigné, l'acte comprend des formules d’introduction et de conclusion, le protocole. En schématisant, on peut dire que «[l]e texte se divise en différentes parties: le prooimion (exorde), la position du problème (narratio), la décision (dispositio), la formule de sanction (sanctio) et la corroboration (corroboratio). L’eschatocole comprend la datation (datum) et la signature (subscriptio) ».
Les actes impériaux peuvent se subdiviser en quatre catégories, dont la structure schématique peut varier: les actes de contenu législatif (édikton et néara), les décisions impériales sous forme d’epistola, d’epistolè ou de subscriptio, les actes relatifs aux affaires étrangères (traités, lettres aux souverains étrangers et lettres de créance pour diplomates) et les actes administratifs (octroi de privilèges, charges honorifiques, en particulier le type du chrysoboullos logos attesté à partir du XIe siècle).

#### Actes séculiers d'autres origines
Même assez tard comme aux XIVe et XVe siècles, les registres de la chancellerie génoise, qui a pris le contrôle de l’île de Famagouste, fournit des informations précieuses sur la domination génoise, les communautés sujettes, les relations avec les autorités chypriotes, les mouvements des capitaux, le nombre de soldats, la diversité dans l’origine de la population, les langues, les métiers ou encore la mauvaise administration de la colonie génoise. Tout cela permet « de réunir une riche moisson d’informations, certes plus nombreuses sur la gestion interne de la colonie, mais pas du tout insignifiante sur ses relations avec l’extérieur et, en particulier, avec la cour royale des Lusignan ».

### Les actes ecclésiastiques
Provenant des autorités de l’Église, les actes ecclésiastiques se déclinent en actes des patriarches, actes synodaux, actes épiscopaux, actes des protoi et actes des abbés. Parmi les actes ecclésiastiques, la plus grande part des documents produits par les chancelleries patriarcales sont des lettres officielles dans lesquelles l’auteur, le patriarche, s'adresse directement à un correspondant. Ces actes personnels du patriarche furent connus sous les termes de gramma et d’epistolè et plus tard sous le nom de pittakia (pittakion au singulier), bien que la chancellerie patriarcale désigne aussi par le terme hypomnèma les actes solennels qui comportaient une signature et un sceau. Dans un cas comme dans l’autre, « [l]e schéma de ces actes solennels, qui n’étaient livrés que par les patriarches, était le suivant: ligne d’intitulé, prooimion, expositio, mention de la participation du synode, dispositio, clause de sanction, déclaration de validité ».
En parallèle du prostagma impérial existe aussi le gramma. Celui-ci désigne « un écrit personnel du patriarche de Constantinople; le même concept est aussi employé pour désigner un document patriarcal au style personnel (sans adresse et notamment le destinataire à la troisième personne) ». Son contenu comprend des ordonnances, des jugements, des donations, des nominations.
Parmi d’autres actes particuliers dans le registre patriarcal on trouve les écrits suivants: la profession de foi (homologia), la prière suivant l’intronisation de l’empereur (euchè), le discours homilétique (didaskalia), le testament (diathekè), l’excommunication (aphorismos) et l’absolution (sunchorésis); l’abdication était signifiée par une paraitèsis.
Les registres patriarcaux produisent cinq autres types d’actes. Les actes synodaux dépendant du président du synode, sans lequel le synode ne pouvait ni siéger, ni délibérer, ni juger. En principe, « le synode ne peut siéger, délibérer et rendre des sentences qu’avec son président, le patriarche ». Les actes du synode sans le patriarche sont par conséquent exceptionnels. 
Le premier type de document est alors le rapport de déroulement d’une ou de plusieurs sessions ou la rédaction d’un procès-verbal de session. Le deuxième genre d’acte est le sémeiôma. Ce terme formel « sert à désigner le procès-verbal de session qui ne dit rien du contenu et qui pouvait être désigné autrement comme dispositio ou conclusio ». Il comprend normalement le protocole (ménologe et liste de présence), l’expositio (exposé), le dispositif (dispositio) et la conclusion. Étant donné que le patriarche pouvait expédier des grammata ou des pittakia sous sa responsabilité exclusive, des écrits officiels signés conjointement étaient publiés par le synode et par le patriarche. 
Alors que le sémeiôma est le compte rendu des délibérations et le premier témoin destiné à être conservé à la chancellerie, la praxis, autre compte rendu des actions synodales, en est la forme plus directe par rapport au destinataire, qui reçoit l’acte comme envoi du patriarche.
Le troisième genre de document est la diagnôsis, « un acte qui publie la décision d’un synode en sa qualité de tribunal judiciaire »; il peut concerner la réhabilitation d’un condamné, la condamnation ou l’excommunication. Un quatrième genre est la praxis; c’est l’acte d’administration ecclésiastique le plus solennel des patriarches et du synode: il concerne les nominations ou les transferts d’évêques, l’octroi à un évêque de titres ou de droits d’un second évêché, le transfert ou la donation. Autrement dit,  « [l]a diagnôsis est un acte judiciaire tandis que la praxis est un acte de gouvernement et d’administration ». 
Le cinquième genre, plus rare, est l’hypotypôsis: cette décision synodale concernant le bien de l'Église sanctionne un dogme ou une réforme dans la constitution de l’Église. C’est pourquoi il nécessitait la « participation du pouvoir impérial ».
Les actes patriarcaux peuvent ainsi renseigner la postérité sur diverses questions d’administration patriarcale: exemption des monastères vis-à-vis de l’autorité épiscopale; motifs de la destitution d’un métropolite, date et actes de démission d’un patriarche, choix d’une résidence patriarcale lors de l’occupation de la cathédrale Sainte-Sophie par les musulmans sous le patriarcat de Joasaph II, octroi du titre d’exarque aux métropolites; après la chute de Constantinople, le patriarche de Constantinople se permit de porter le sakkos, une dalmatique richement ornée autrefois réservée à l’empereur.
Finalement, dans les « affaires ecclésiastiques », on peut considérer comme privés les actes accomplis et signés par une autorité lorsque cet auteur (patriarche, synode, chancellerie) n’agit pas directement en vertu de la fonction publique dont elle est revêtue.

## Transmissions des documents
Comme en paléographie ou en papyrologie grecques, l’analyse des données matérielles des supports de la transmission fournit des renseignements sur la vie culturelle et intellectuelle du monde byzantin. Ainsi, l’histoire de l’écriture et une analyse correcte de la calligraphie aident-elles à dater les documents et à en déterminer la validité. Pour évaluer la forme générale du manuscrit, on examine aussi le filigrane, le contraste de diverses mains de copistes, leur parenté ou leur identité dans le même acte.
En outre, toutes ces sources documentaires étant manuscrites et recopiées, des variantes peuvent apparaître d’un manuscrit à l’autre. Ainsi, en comparant l’édition des prooimia établie par Herbert Hunger en 1964 et provenant d’une collection de Heidelberg, Robert Browning en complète et en corrige les lacunes en 1966 grâce à une collection de manuscrits provenant d'Oxford et reprenant les mêmes textes. 
Bien que les supports d’écriture soient très variés, la grande majorité des documents byzantins reposent sur papyrus, parchemin et papier. La feuille volante était la forme principale sous laquelle étaient produits les lettres et les actes officiels.
Un premier enjeu de la transmission des actes consiste à distinguer la copie de la minute, celle-ci étant la « [p]remière rédaction (d'un texte, d'un document officiel) qu'on se propose de mettre au net, de recopier ».  Les minutes sont rarissimes et datent du début de l’époque byzantine .
Qu'il s’agisse d’imitations (copia imitativa) ou de simples copies (copies de chancelleries, copies officielles, copies de bénéficiaires), les copies sont mises à contribution pour distinguer les vrais des faux documents.
L'autre enjeu de la diplomatique consiste à identifier les contrefaçons, notamment par l’examen des caractéristiques externes des actes, le support matériel de l'écrit, l'encre, le type d’écriture, les notes ou les sceaux. À sa manière, chaque chancellerie et son chartophylax contribuent à la mise en forme diplomatique de tous les actes, en y laissant des marques souvent anonymes: les formes d’édition choisies par le patriarche ou le synode, les titres, les notes, les notices et les signes de classements ou procédures d’annulation apposés par les officiers, notaires et secrétaires de la chancellerie.
Pour les documents diplomatiques, il en résulte une capacité de prouver la propriété de certains biens; elle s’avère encore efficace  de nos jours. Les actes impériaux officiels ont aussi conservé des marqueurs qui leur sont propres et qui permettent de les reconnaître: ils ont utilisé principalement le papyrus et le parchemin pour les actes de moindre importance au début et au milieu de l’époque byzantine. À partir du XIe siècle est utilisé le papier bombycin et à partir de 1259, les chrysoboulloi logoi sont écrits sur parchemin alors que les prostagmata sont écrits plus tard sur papier. Pour se distinguer des autres actes, les chancelleries impériales mettent en place toute une série de caractéristiques distinctives, notamment l’utilisation des « litterae caelestes » (lettres célestes), une calligraphie interdite à tous les autres producteurs de documents.

## Caractéristiques externes et support des documents
Le support matériel surtout utilisé dans le domaine littéraire ou documentaire, public ou privé est le papyrus. Il est supplanté par le parchemin au IVe siècle. Sa fonction se réduit alors aux documents officiels et aux lettres, au début de la chancellerie impériale byzantine et dans les États germaniques d’Occident, comme l’illustre un document épistolaire byzantin pour l’étranger provenant de la chancellerie impériale, datant du IXe siècle et conservé dans la célèbre lettre impériale de l’abbaye de Saint-Denis.
Désigné sous le terme de diphtéra, de membrana, de pergamena ou de charta, le parchemin s’impose dans le domaine diplomatique; « à partir du Xe siècle, il apparut de plus en plus dans des documents qui ne provenaient pas de la chancellerie impériale ». Quant au papier, qui fut découvert en Chine avant l’ère chrétienne, il passe vers 800 dans les chancelleries de Bagdad. « Le plus ancien manuscrit grec de papier qui ne soit pas d’origine byzantine, écrit sur papier oriental, est un codex provenant de Damas datant du VIIIe/IXe siècle. […] au XIe siècle, il existait déjà des manuscrits byzantins de papier ». Malgré des chevauchements inévitables, on a observé dans l’ensemble que le rouleau de papyrus domine dans l’Antiquité; il est suivi au Moyen Âge par le parchemin, qui sera supplanté par le papier. Néanmoins, « on rencontre des rouleaux de papyrus à contenu documentaire jusqu’à la deuxième moitié du XIe siècle »